# Regioliner
Regioliner was de benaming van een tweetal sneldiensten van Connexxion rond Haarlem. Ondanks dat deze benaming is losgelaten, stoppen deze bussen bij de belangrijkste en/of drukste haltes zoals ziekenhuizen, (bus)stations, carpoolplaatsen, P+R terreinen en overstappunten.

## Materieel
Onderstaande lijnen worden gereden met busseries 2004-2032 (Ebusco 2.2) en 3208-3220 en 3222-3226 (VDL Citea).

## Lijnen
| Lijn | Traject                                                 | Via | Opmerking |
| ---- | ------------------------------------------------------- | --- | --------- |
| 73   | Haarlem, Schalkwijk - Castricum, Station                | Station Haarlem, Velserbroek, Beverwijk (Station), Heemskerk                                                                |           |
| 80   | Amsterdam, Busstation Elandsgracht - Zandvoort, Centrum | Metrostation De Vlugtlaan, Station Halfweg-Zwanenburg, Haarlem (Station Spaarnwoude, Centrum), Station Heemstede-Aerdenhout |           |